# Erwin Thaler

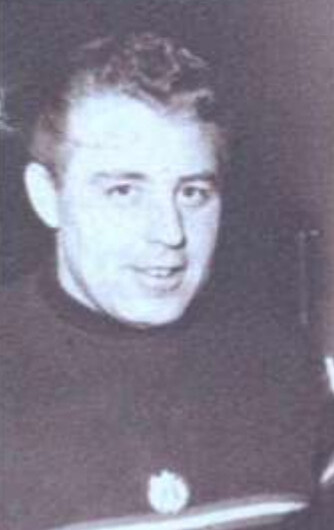
Erwin Thaler (1967)

Erwin Thaler (* 21. Mai 1930 in Innsbruck; † 29. November 2001) war ein österreichischer Bobsportler.

## Werdegang
Erwin Thaler feierte 1963 in Igls als Bronzemedaillengewinner im Viererbob gemeinsam mit Adolf Koxeder, Josef Nairz und Reinhold Durnthaler seinen ersten internationalen Erfolg. 1964 gewann er gemeinsam mit Durnthaler, Koxeder und Nairz hinter dem Viererbob des Kanadiers Victor Emery bei den Olympischen Winterspielen 1964 in Innsbruck die Silbermedaille. Im Zweierbob kam der Pilot auf den achten Platz. 1965 gewann er zusammen mit Koxeder bei der Bob-Europameisterschaft in Cortina d’Ampezzo die Goldmedaille im Zweier. Diesen Erfolg wiederholten beide ein Jahr später in Garmisch-Partenkirchen und mit Durnthaler 1967 in Igls. 1967 gewann er mit Durnthaler zudem in L’Alpe d’Huez den Weltmeistertitel im Zweierbob. Bei den Olympischen Winterspielen 1968 in Grenoble wiederholte Thaler seinen Erfolg aus Innsbruck im Viererbob mit Durnthaler, Herbert Gruber und Josef Eder und gewann hinter dem Bob des Italieners Eugenio Monti die Silbermedaille. Im Zweierbob verpasste er als Viertplatzierter eine zweite Medaille nur knapp. 1969 gewann das Doppel Thaler/Durnthaler nochmal den EM-Titel im Zweierbob in Cervinia.
1996 erhielt er das Silberne Ehrenzeichen für Verdienste um die Republik Österreich.